# Citroën C-Triomphe
Citroën C-Triomphe är en bilmodell av den franska biltillverkaren Citroën som är menad att möta en viss marknad, dvs. Kina. Det är egentligen en version av C4:an. Med längre axelavstånd och en rundare kaross försöker man möta förväntningarna hos dessa konsumenter.